# Vogelschutzgelände Porta Westfalica
Das Vogelschutzgelände Porta Westfalica ist ein Naturschutzgebiet in der Stadt Porta Westfalica im Kreis Minden-Lübbecke in Nordrhein-Westfalen. Es ist rund 26 Hektar groß und wird unter der amtlichen Bezeichnung MI-032 geführt. 

## Lage
Das Gebiet liegt nördlich des Ortsteiles Holzhausen und südlich der Weser.

## Ziel des Schutzes
Die Unterschutzstellung soll zur Erhaltung des vielfältig strukturierten Feuchtbiotops dienen. Das Biotop ist mit seinem naturnahen Auenwald, dem hochwüchsigen Röhrichtbestand und den Großseggenrieden ein Refugium für seltene Tier- und Pflanzenarten.